# Levelland
Levelland település az Amerikai Egyesült Államok Texas államában, Hockley megyében, melynek megyeszékhelye is. Lakosainak száma 12 652 fő (2020. április 1.).

## Népesség
A település népességének változása:

| 2010 | 13 542 |
| 2020 | 12 652 |